# Cercamia
Cercamia és un gènere de peixos pertanyent a la família dels apogònids.

## Taxonomia
- Cercamia cladara (Randall & Smith, 1988)[2]
- Cercamia eremia (Allen, 1987)[3][4][5][6][7][8]